# Abdi-Milkutti
Abdi-Milkutti, Abdi-Milki – król Sydonu, który w 677 roku p.n.e. zbuntował się przeciw asyryjskiemu królowi Asarhaddonowi (681–669 p.n.e.).
Gdy ten ostatni zdobył Sydon, Abdi-Milkutti zdołał uciec z miasta łodzią, ale później - jak podają asyryjskie roczniki - schwytano go „jak rybę” i stracono. Nie jest wykluczone, iż to właśnie jego przedstawiono jako jeńca króla asyryjskiego na steli Asarhaddona.